# Helio Fallas Venegas
Helio Fallas Venegas (22 de marzo de 1947) es un economista, profesor y político costarricense.
Fallas se licenció en economía por la Universidad de Costa Rica y obtuvo su maestría en la Universidad de los Andes. Fue ministro de Vivienda en la administración de Abel Pacheco (2002-2006), consultor del programa Estado de la Nación y docente en la Universidad de Costa Rica. Dejó las filas del Partido Unidad Social Cristiana e ingresó al Partido Acción Ciudadana. Fue elegido candidato a vicepresidente para las elecciones del 2014 junto al candidato presidencial Luis Guillermo Solís fórmula que resultó ganadora. Además del cargo de Vicepresidente, Solís le asignó también como jerarca de Hacienda.